# Gorbitzbach
Der Gorbitzbach im Westen Dresdens ist der wichtigste Zufluss des Weidigtbachs. Er entspringt rund einen Kilometer südöstlich der alten Weidigtbachquelle, dem Gompitzer Dorfteich, am nördlichen Rand des in Altfranken gelegenen Altfrankener Parks (auch Lucknerpark). Er folgt in einigem Abstand der Kesselsdorfer Straße durch den namensgebenden Ort Gorbitz, schneidet den äußersten Norden der Gemarkung Roßthal, durchquert Wölfnitz und mündet im Gorbitzer Osten an der Coventrystraße in den Weidigtbach, der über die Weißeritz in die Elbe entwässert.

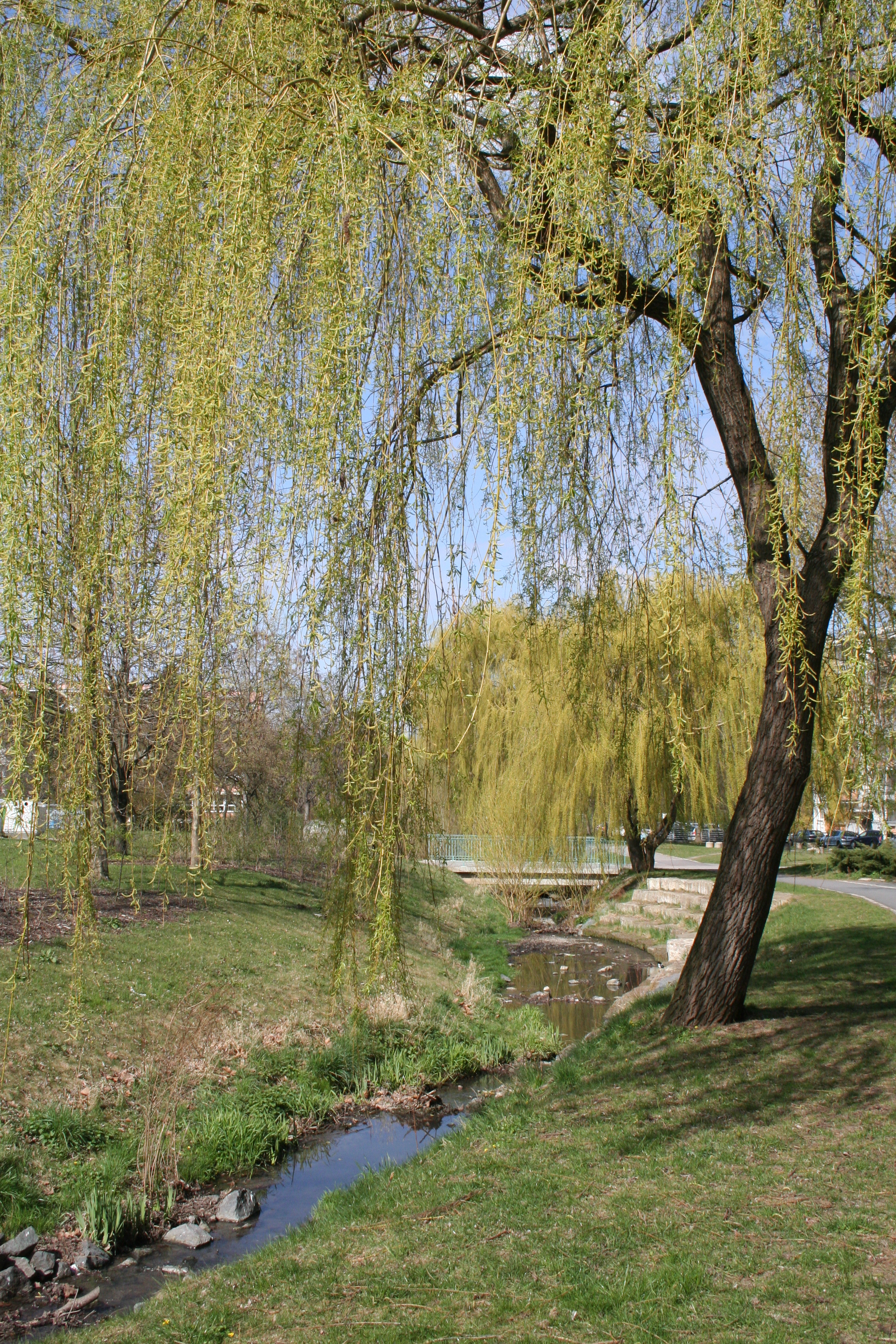
Unterlauf des Gorbitzbachs

Wie der Weidigtbach fließt auch der Gorbitzbach anfangs in östlicher Richtung, wendet sich dann allerdings nach Nordosten dem Weidigtbach zu. Während der Oberlauf mit einer stellenweise baumbestandenen Bachaue noch weitgehend naturnah ist und Auwaldbereiche aufweist, wandelt sich der Charakter des Bachs beim Eintritt in bebautes Gebiet. Er ist in seinem Mittellauf überwiegend verbaut und die Flächennutzungen reichen häufig bis an sein Ufer, dennoch wird er von der Gebirgsstelze besiedelt. Das trapezförmige Bachprofil im Unterlauf entlang der Kesselsdorfer Straße war teilweise mit Rasengittersteinen befestigt. Durch eine Ausgleichsnahme des Baus der Bundesautobahn 17 erfolgte 2008/2009 eine umfangreiche Renaturierung dieses Bachabschnitts.:S. 4, 8
Eine Untersuchung der Wasserqualität des Gorbitzbachs ergab 2001/2002, dass der Oberlauf gering belastet (Güteklasse I–II) und der Unterlauf mäßig belastet (Güteklasse II) ist.:S. 6
Vom 8,5 km² großen Einzugsgebiet des Weidigtbachs und seiner Zuflüsse liegen rund 0,9 km² außerhalb Dresdens im Freitaler Stadtteil Pesterwitz, die sich auf den Gorbitzbach und seinen rechten Zufluss, den Geyersgraben, verteilen.:S. 6 Im Rahmen des Hochwasserschutzes befinden sich am Gorbitzbach zwei 1962 in Betrieb genommene Hochwasserrückhaltebecken und drei Regenrückhaltebecken, ein viertes Regenrückhaltebecken befindet sich am Geyersgraben. Das Volumen der sechs Becken beträgt bei Vollstau insgesamt etwa 34.000 m³.:S. 9 Deutlich kritischer als langanhaltende Niederschlagsereignisse wie beim Jahrhunderthochwasser 2002 sind sehr intensive Starkregen mit einer Dauer um 90 Minuten. Durch das Gefälle des Geländes und 20 Regenwassereinleitstellen werden kurzzeitig Spitzenwerte erreicht, die die Durchflussmenge von Engstellen deutlich überschreiten, während Überflutungen durch Jahrhunderthochwasser (HQ100) weitgehend vermieden werden können.:S. 19–21
Der Gorbitzbach ist (direkt oder indirekt) Namensgeber mehrerer Straßen in Dresden (sortiert nach Fließrichtung):
- Am Brunnen in Gorbitz: Die kurz nach der Einmündung des Geyersgrabens liegende Straße ist vermutlich benannt nach einer Röhrfahrt, die Brunnenwasser aus den Wiesen am Gorbitzbach bis zum Dresdner Schloss und den Wasserspielen des Zwingers führte.[3]
- Am Stieglitzgrund in Wölfnitz: Das östliche Tal des Gorbitzbachs wird als Stieglitzgrund bezeichnet. Die Straße wurde 1925/26 angelegt beim Bau von Einfamilien-Doppelhäusern durch zwei Siedlungsgesellschaften und erhielt im Januar 1926 ihren Namen.[4]
- Am Gorbitzbach in Gorbitz: Die im Plattenbaugebiet Gorbitz angelegte Straße wurde am 15. März 1979 nach dem benachbarten Bachlauf benannt.[3]